# Rachel Pellaud
Rachel-Gloria Pellaud (* 8. März 1995 auf Mauritius) ist eine Schweizer Leichtathletin, die im Sprint und Mittelstreckenlauf an den Start geht.

## Sportliche Laufbahn
Erste internationale Erfahrungen sammelte Rachel Pellaud im Jahr 2018, als sie bei den Europameisterschaften in Berlin mit der Schweizer 4-mal-400-Meter-Staffel mit 3:32,86 min in der Vorrunde ausschied. 2019 gelangte sie bei den Europaspielen in Minsk nach 3:23,34 min auf Rang 16 in der Mixed-Staffel über 4-mal 400 Meter, und anschliessend startete sie mit der Frauenstaffel bei den Weltmeisterschaften in Doha und verpasste dort mit 3:30,63 min den Finaleinzug. Bei den World Athletics Relays 2021 in Chorzów schied sie mit 3:34,85 min in der Vorrunde aus, und mit der Staffel nahm sie im August an den Olympischen Sommerspielen in Tokio teil und kam dort mit neuem Landesrekord von 3:25,90 min nicht über den Vorlauf hinaus.
2023 siegte sie in 2:02,60 min bei den Trond Mohn Games, schied im August bei den Weltmeisterschaften in Budapest mit 2:10,05 min in der ersten Runde über 800 Meter aus und verpasste mit der 4-mal-Meter-Staffel mit 3:29,07 min den Finaleinzug. Im Jahr darauf wurde sie bei den Europameisterschaften in Rom in der Vorrunde wegen einer Bahnübertretung disqualifiziert. Anschließend schied sie bei den Olympischen Sommerspielen in Paris mit 2:03,36 min im Semifinal über 800 Meter aus. 2025 belegte sie bei den Halleneuropameisterschaften in Apeldoorn in 2:03,87 min den fünften Platz, ehe sie bei den Hallenweltmeisterschaften in Nanjing mit 2:06,24 min im Vorlauf ausschied.
2024 wurde Pellaud Schweizer Meisterin im 800-Meter-Lauf.

## Persönliche Bestleistungen
- 400 Meter: 52,19 s, 14. August 2021 in La Chaux-de-Fonds
  - 400 Meter (Halle): 54,36 s, 6. Februar 2021 in Metz
- 600 Meter: 1:26,54 s, 18. Mai 2023 in Langenthal
  - 600 Meter (Halle): 1:31,76 s, 30. Januar 2022 in Magglingen
- 800 Meter (Halle): 1:58,60 s, 29. Juni 2024 in Winterthur
  - 800 Meter (Halle): 2:02,19 min, 8. Februar 2025 in Metz